# Veiligheidsregio Rotterdam-Rijnmond
De Veiligheidsregio Rotterdam-Rijnmond (VRR) is een veiligheidsregio binnen de Nederlandse provincie Zuid-Holland. Voorzitter van de veiligheidsregio Rotterdam-Rijnmond is de burgemeester van Rotterdam. De veiligheidsregio bestaat uit de gemeenten Albrandswaard, Barendrecht, Capelle aan den IJssel, Goeree-Overflakkee, Krimpen aan den IJssel, Lansingerland, Maassluis, Nissewaard, Ridderkerk, Rotterdam, Schiedam, Vlaardingen en Voorne aan Zee.
De veiligheidsregio is gevestigd in het World Port Center op de Wilhelminapier. Hierin is ook de centrale meldkamer gevestigd waar de 112 meldingen uit de regio binnen komen.

## Organisatie
De veiligheidsregio is een gemeenschappelijke regeling, zij voert op verzoek van de gemeenten taken uit op het gebied van rampenbestrijding en crisisbeheersing. Alle burgemeesters van de gemeenten in de regio komen twee maandelijks samen en vormen het algemeen bestuur. De veiligheidsregio wordt aangestuurd door middel van 'verlengd lokaal bestuur', dit betekent dat elke gemeenteraad invloed heeft op bijvoorbeeld de begroting en daarmee op het beleid dat de veiligheidsregio voert.
De veiligheidsregio krijgt voor een gedeelte van haar taken geld via de overheid (Bijzondere doeluitkering rampenbestrijding) via het Ministerie van Binnenlandse zaken, ook ontvangt zij voor de gemeentelijke taken een bijdrage via een inwonersbijdrage. Daarnaast ontvangt zij bijvoorbeeld subsidies voor Externe Veiligheid.

## Regioprofiel Rotterdam-Rijnmond
- Inwoners: 1.323.434 (2020, CBS). De regio is qua inwoneraantal de op een na grootste veiligheidsregio
- Landoppervlakte: 862,7 km²
- De regio huisvest de haven van Rotterdam met Europoort, Eerste Maasvlakte en Tweede Maasvlakte.
- Op Goeree-Overflakkee na is de regio dichtbevolkt. Er wordt veel gebouwd, bijvoorbeeld in de gemeente Lansingerland.
- Direct ten noordwesten van Rotterdam bevindt zich de regionale luchthaven Rotterdam The Hague Airport.
- Toeristische attractie: Diergaarde Blijdorp in Rotterdam.

## Risico's in de regio

### Terrein
- Het uitgestrekte industriegebied in het westen van de regio kent tientallen BRZO (Besluit Risico's Zware Ongevallen 2015) locaties, vooral rondom de Botlekhaven. Dit levert risico's op voor fysieke veiligheid, economische veiligheid en milieu. Het land ligt nauwelijks boven de zeespiegel. De Maeslantkering is in 1997 in gebruik genomen in geval van storm bij hoogwater.
- De Havenmeester is verantwoordelijk voor de veiligheid in het gehele havengebied. Het havencoördinatiecentrum zit in hetzelfde gebouw als de Meldkamer van de Veiligheidsregio, in het centrum van Rotterdam in het world port center. Op de Nieuwe Waterweg varen zowel vrachtschepen (met gevaarlijke stoffen) als cruiseschepen.
- Er komt een uitbreiding op de Maasvlakte (zie kaart), die naar verwachting in 2012 gereed is. De snelweg A15 wordt verlengd naar het westen.
- Energievoorziening: Belangrijk 1400MVA schakel/transformatorstation bij Krimpen aan den IJssel. Belangrijke 900MVA productie-eenheid op de Maasvlakte.
- Rotterdam The Hague Airport (voormalig Vliegveld Zestienhoven), zakelijk vliegveld met frequente vliegbewegingen. Dit levert risico's op voor de bebouwing onder de vliegroutes.

### Infrastructuur
- Intensief vervoer van gevaarlijke stoffen over de A12, A13, A15, A16, A20 en A29 van en naar de Europoort.
- De regio kent meerdere tunnels waar gevaarlijke stoffen doorheen gaan (Beneluxtunnel, Maastunnel, Botlektunnel, Burgemeester Thomassentunnel, Heinenoordtunnel). In Rhoon bevindt zich het regionale tunnel-verkeerscentrum van waaruit alle tunnels in de provincie Zuid-Holland worden beheerd.
- Vervoer van gevaarlijke stoffen over het spoor van en naar de Europoort.
- De Betuweroute (goederenvervoer per spoor) begint op de Maasvlakte en loopt in een grillige vorm tot aan de grens bij gemeente Zwijndrecht. De lijn, waarover gevaarlijke stoffen worden vervoerd, komt op verschillende plaatsen langs dichtbevolkt gebied, bijvoorbeeld bij Barendrecht.
- Een deel van de HSL-zuid (HogeSnelheidsLijn) loopt over (en onder) het grondgebied van de regio. De HSL kan in deze regio echter geen hoge snelheden halen.
- De ondergrondse buisleidingenstraat (met o.a. oliepijplijn) van Pernis naar Antwerpen begint in deze regio en gaat door de gemeente Albrandswaard richting de regio Zuid-Holland-Zuid.

### Sociaal-fysiek
- Evenementen in Rotterdam zoals de Marathon en het Zomercarnaval Rotterdam kunnen bij droogte, warmte en veel drukte leiden tot risico's voor de openbare orde en veiligheid.
- Veel strandtoerisme rondom Rockanje en Ouddorp kunnen in de zomer leiden tot risico's voor openbare orde en veiligheid.

## Instanties
- Brandweer: Regionale Brandweer Rotterdam-Rijnmond (onderdeel van de veiligheidsregio)
- GHOR (onderdeel van de veiligheidsregio)
- Gemeenten: 13
  - Albrandswaard, Barendrecht, Capelle aan den IJssel, Goeree-Overflakkee, Krimpen aan den IJssel, Lansingerland, Maassluis, Nissewaard, Ridderkerk, Rotterdam, Schiedam, Voorne aan Zee, Vlaardingen
- Provincie
- Politie
  - De grenzen van de veiligheidsregio zijn niet congruent met de grenzen van de politie-eenheid Rotterdam, die ook nog de volledige Veiligheidsregio Zuid-Holland-Zuid omvat.
- Justitie
- Waterschappen: 3
- Rijkswaterstaat
- Ziekenhuizen
- Defensie
- Energiesector
- DCMR Milieudienst Rijnmond
- KNRM: reddingstations Stellendam en Ouddorp (2).